# Parafia Najświętszego Serca Jezusowego w Parznie
Parafia Najświętszego Serca Pana Jezusa w Parznie w dekanacie zelowskim archidiecezji łódzkiej, w powiecie bełchatowskim. Graniczy z parafiami w: Klukach, Łobudzicach, Zelowie, Pożdżenicach i Wygiełzowie (spośród dekanatu zelowskiego), Restarzewie i Szczercowie (spośród dekanatu szczercowskiego) oraz Bełchatowie (spośród dekanatu bełchatowskiego).
Parafia zrzesza ok. 3050 wiernych z miejscowości: Parzno, Lubiec, Magdalenów, Kuźnica Lubiecka, Zbyszek, Firlej, Cisza, Roździn, Strzyżewice, Imielnia, Wierzchy Kluckie, Wierzchy Parzeńskie, Emilin, Domiechowice, Zalesna, Wola Mikorska, Adamów, Anastazów, Mikorzyce.

## Historia kościoła i parafii
Wieś Parzno należy do najstarszych osad położonych na terenie dzisiejszej archidiecezji łódzkiej. Miejscowość ta, wraz z pobliskimi Klukami, wspominana jest w bulli papieża Innocentego II z 1136 r. potwierdzającej posiadłości arcybiskupów gnieźnieńskich. Osady te musiały już wtedy mieć swoje znaczenie, skoro zasługiwały na wymienienie ich w dokumencie tak wielkiej rangi. Powstanie parafii w drugiej poł. XII w. czyni okolice Parzna jedną z najstarszych zchrystianizowanych ziem na tym terenie.
Według danych diecezjalnych pierwszą świątynię modrzewiową pw. Wniebowzięcia NMP wzniesiono w Parznie w 1161 r. z fundacji arcybiskupa gnieźnieńskiego. Kronika parafialna, pochodząca z przełomu XVII i XVIII w. podaje, że gruntownie restaurowana była, ciągle ta sama, świątynia w 1800 r. Niepowetowaną stratą parafii, ale i narodową był pożar pięknego modrzewiowego kościółka – staruszka, który spłonął w 1907 r., z nieznanych przyczyn (prawdopodobnie od niedogaszonej świecy). Na jego miejscu znajduje się dziś kapliczka Matki Bożej i dwa potężne świerki.
Według przekazów diecezjalnych parafia została erygowana w 1176 r. przez arcybiskupa gnieźnieńskiego Jana II. Jednak w wykazie arcybiskupów gnieźnieńskich brak hierarchy o takim imieniu w tym okresie. Prawdopodobnie chodzi o jego poprzednika Janika.
Obecny kościół parafialny został wybudowany w latach 1903–1912, w stylu neoromańskim, według projektu warszawskiego arch. Jarosława Wojciechowskiego i poświęcony przez biskupa włocławskiego Stanisława Zdzitowieckiego (kamień węgielny położony 22 sierpnia 1905 r.). Potrzebę wniesienia tej nowej, murowanej świątyni dostrzegł ówczesny proboszcz, ks. Tomasz Świnarski.
Pod półkolistym prezbiterium kościoła znajduje się krypta świętobliwej Wandy Malczewskiej, mistyczki i wizjonerki, wielkiej Polki, wiejskiej nauczycielki i działaczki społecznej. W 1996 r. rozpoczęto jej proces beatyfikacyjny. Dzięki staraniom ks. kanonika Leszka Drucha, Parafia Parzno to dziś przede wszystkim Sanktuarium Czcigodnej Sługi Bożej Wandy Malczewskiej. Dlatego właśnie kościół w Parznie jest celem pielgrzymek, a nawet centralnych spotkań modlitewnych, w których biorą udział biskupi oraz pielgrzymi z całej Polski.
W 1934 roku ukazał się pierwszy numer pisma „Echo z Parzna”, którego celem było „szerzenie czci ”Wandy Malczewskiej. W 2010 roku postanowiono wznowić wydawanie pisma, które przestało być wydawane po przeniesieniu na inną parafię ks. Leona Łomińskiego. Pismo ukazuje się jako kwartalnik w wersji drukowanej i internetowej. Redaktorem naczelnym jest Mirosław Orzechowski.

## Wyposażenie kościoła i parafii
Kościół jest wyposażony m.in. w: ołtarz główny z pięknym tabernakulum, absydę spełniającą rolę nastawy z centralną postacią Najświętszego Serca Pana Jezusa i 12 apostołami, organy 14-głosowe, duży dzwon Stanisław, barokową ambonę z drugiej poł. XVIII w., marmurową chrzcielnicę ufundowaną na początku XX w., dwie rokokowe rzeźby nieznanych Świętych z drugiej poł. XVIII w., eklektyczny krucyfiks z 1826 r. (szkoła niemiecka), dwa boczne ołtarze współczesne z obrazami św. Anny i Matki Boskiej Częstochowskiej.
Na terenie parafii znajduje się cmentarz grzebalny o powierzchni 1,49 ha, Muzeum Modlitewnika Polskiego im. Czcigodnej Sługi Bożej Wandy Malczewskiej, które mieści się w budynku starej plebanii z 1880 r. oraz trzy kaplice: w Lubcu, Magdalenowie i Mikorzycach.

## Obsada personalna

### Proboszczowieparafii od 1891 r.[4]
| † ks. Tomasz Świnarski    | 1891–1913                                                        |
| † ks. Ignacy Lubecki      | 1913–1918                                                        |
| † ks. Mikołaj Lubowidzki  | 1918–1925                                                        |
| † ks. Jan Rubaszkiewicz   | 1925–1930                                                        |
| † ks. Adam Susicki        | 1930–1931                                                        |
| † ks. Leon Łomiński       | 1932–1934                                                        |
| † ks. Jan Grodkiewicz     | 1934–1942 (zm. w Dachau)                                         |
| 1942–1945                 |                                                                  |
| † ks. Tadeusz Graliński   | 1945                                                             |
| † ks. Mieczysław Kmita    | 1945–1947                                                        |
| † ks. Stefan Chmiel       | 1947–1960                                                        |
| † ks. Władysław Puczyński | 1960–1972                                                        |
| † ks. Władysław Wójciak   | 1972–1984                                                        |
| ks. Czesław Rosiak        | 1984–1999 (obecnie Proboszcz Parafii św. Floriana w Pabianicach) |
| ks. Leszek Druch          | 1999–2010                                                        |
| ks. Tomasz Owczarek       | 2010–2016                                                        |
| ks. Jan Cholewa           | 2016–2019                                                        |
| ks. Marcin Majda          | 2019–2024                                                        |
| ks. Krzysztof Petruk      | 2024 – obecnie                                                   |

### Księża, zakonnicy i siostry zakonne pochodzące z Parafii Parzno
Księża pochodzący z parafii:
- † ks. Tadeusz Mielczarek, wyśw. 1941;
- † ks. Wiesław Rośniak, wyśw. 1970;
- ks. Stanisław Dwornik, wyśw. 1979;
- ks. Mariusz Kuligowski, wyśw. 2001.

Zakonnicy pochodzący z parafii:
- ks. Andrzej Szubert – OFM, wyśw. 1976.

Siostry zakonne pochodzące z parafii:
- s. Stanisława Sudak, 1960 – sercanka;
- s. Janina [Zofia] Sudak, 1965 – sercanka
- s. Beata [Dominika] Otolińska, 1992 – albertynka;
- s. Bogusława [Maria] Kopka, 2011 – nazaretanka.